# Сольнок (футбольний клуб)
«Сольнок» — угорський футбольний клуб з міста Сольнок, який виступає в Національному чемпіонаті 2.

## Досягнення
- Кубок Угорщини
  -  Володар (1): 1940/41

## Відомі тренери
- Каролі Кіс (11 грудня 2012 – 26 жовтня 2015)
- Йожеф Чабі (26 жовтня 2015–)